# 紅衣織鮨
紅衣織鮨（学名：Hypoplectrodes cardinalis）為輻鰭魚綱鱸形目鱸亞目鮨科的其中一種，分布於澳洲西部海域，棲息深度3-35公尺，本魚體粉紅色或紅色，體側具有紅褐色條紋，背鰭硬棘10枚;背鰭軟條19枚;臀鰭硬棘3枚;臀鰭軟條8枚，體長可達10公分，生活在岩礁海域，為底棲性魚類，屬肉食性，生活習性不明。
其种加词“cardinalis”意为“深红色的”（来源于红衣主教的长袍颜色）。